# 1995 WC5
1995 WC5 är en asteroid i huvudbältet som upptäcktes den 24 november 1995 av den japanska astronomen Takao Kobayashi vid Ōizumi-observatoriet.
Asteroiden har en diameter på ungefär 6 kilometer.